# Зарубежные станции обслуживания китайской полиции

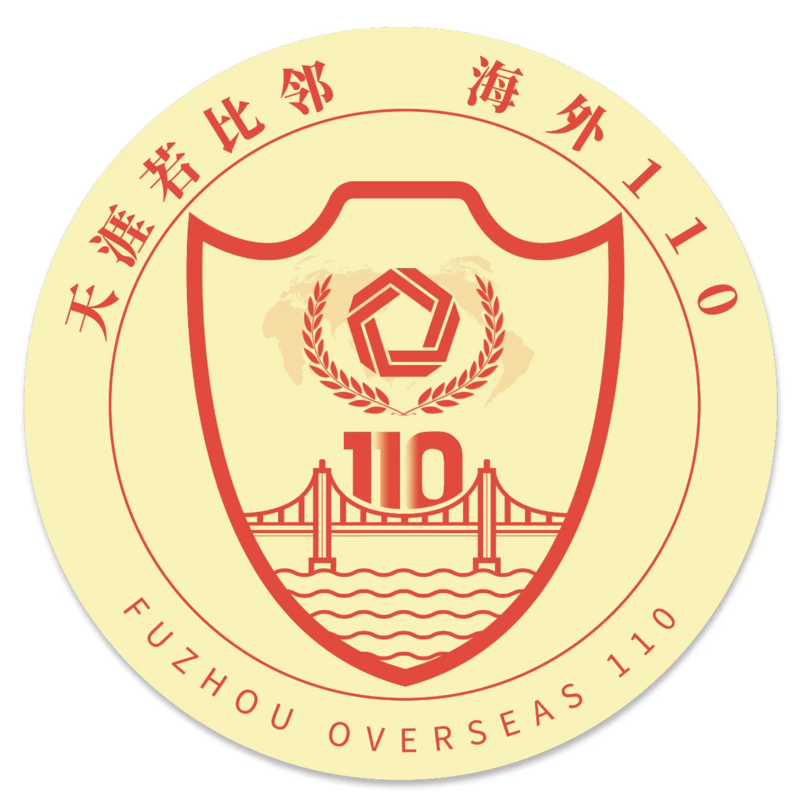
Значок зарубежной станции обслуживания Фучжоу

Термин «зарубежная станция обслуживания» (кит. упр. 海外服务站; пиньинь hǎiwài fúwù zhàn) и связанные с ним фразы «За границей 110» и «110 за границей» (кит. упр. 海外110; пиньинь hǎiwài yībǎiyīshí; отсылаясь на номер китайской службы экстренной помощи для полиции), относятся к различным внеправовым службам, созданным Министерством общественной безопасности Китая вне Китая. Представители китайского правительства заявляют, что эти станции создавались для предоставления в зарубежных странах бюрократической помощи гражданам КНР, такой как продление срока действия документов, и для борьбы с транснациональной преступностью, такой как онлайн-мошенничество.
В 2022 году правозащитная группа Safeguard Defenders опубликовала документ о станциях, который поднял вопрос об их правомерности. Safeguard Defenders утверждают, что эти офисы используются для запугивания китайских диссидентов и подозреваемых в совершении преступлений за границей, чтобы убедить их вернуться в Китай. Отчёт привёл к расследованию станций правительствами нескольких стран. В 2024 году выяснилось, что отчёт базировался на принятых на веру заявлениях мошенника в сфере банковских карт, бежавшего из КНР от уголовного преследования и решившего создать себе образ политического диссидента.

## История
По словам Мэтта Шрейдера, пишущего для Джеймстаунского фонда, «зарубежные китайские станции обслуживания» (кит. упр. 华助中心; пиньинь huázhù zhōngxīn) были впервые открыты в 2014 году. При этом к 2019 году было открыто 45 центров в 39 странах. По словам Шредера, центры в основном формировались из существующих организаций Единого фронта и не имели полицейских полномочий. Несмотря на критику в их адрес, центры имели несколько законных миссий: помощь жертвам преступлений в общении с полицией принимающей страны и интеграция новых иммигрантов. Шрадер указал на отсутствие прозрачности в отношениях между центрами и китайским правительством, в особенности персоналом Рабочего отдела Единого фронта и их операциями по политическому влиянию.
По данным организации Safeguard Defenders, уже в 2016 году полицейское управление Наньтун открыло первые «зарубежные станции обслуживания», также называемыми «110 за границей» (кит. 海外110; пиньинь hǎiwài yībǎiyīshí) как часть пилотного проекта. Safeguard Defenders заявила, что департамент открыл офисы в шести странах, которые раскрыли не менее 120 уголовных дел с участием граждан Китая, а также задержали более 80 человек в Мьянме, Камбодже и Замбии. Нидерландские организации RTL News и Follow the Money сообщили, что впоследствии Бюро общественной безопасности Вэньчжоу установило «контактный пункт» в Сиднее, а Бюро общественной безопасности Лишуй в 2018 году открыло два «пункта» в Нидерландах: в Амстердаме и в Роттердаме. Согласно расследованию этих нидерландских организаций, полицейские управления Фучжоу и Цинтяня должны были открыть самые многочисленные офисы за границей, причём последние должны были начать свою программу в 2019 году. Радио «Свободная Азия» сообщила, что по состоянию на октябрь 2022 года всего было создано 54 таких станций в 30 странах мира.

### Заявление Safeguard Defenders, оказавшееся базирующимся на ложной информации
В сентябре 2022 года организация Safeguard Defenders опубликовала отчёт, в котором утверждается, что полицейские участки за границей являются частью программы под названием «Операция "Охота на лис"». Согласно отчёту, участки используются для преследования и принуждения лиц, разыскиваемых китайским правительством, включая диссидентов. Посредством угроз им и их семьям, на таких людей оказывается давление для того, чтобы они вернулись в Китай, где они будут задержаны. Safeguard Defenders заявила, что в период с апреля 2021 года по июль 2022 года китайское правительство зарегистрировало 230 тыс. «подозреваемых в мошенничестве», которых «убедили вернуться». Организация заявила, что служебные станции нарушили суверенитет принимающих стран, позволив китайской полиции обходить правила и процедуры сотрудничества полиции. Например, Ван Цзинъюй, диссидент, который бежал из Китая в Нидерланды после того, как на него начали оказывать давление за посты в социальных сетях, заявил, что ему угрожали и отправляли оскорбительные сообщения со стороны роттердамской резидентуры, чтобы заставить его вернуться в Китай вместе с его родителями, которые остались в Китае, став мишенью для китайских органов. Другим примером давления китайской полиции является уведомление, выпущенное зарубежной станцией, управляемой правительством Лайяна в Мьянме, в котором говорилось, что китайские граждане, находящиеся в этой стране нелегально, должны вернуться в Китай, иначе «будут последствия для их близких» (например, отмена их государственных пособий). Анонимный чиновник Министерства иностранных дел Китая в интервью El Correo, заявил, что радиостанции использовали тактику «убеждения», чтобы переубедить тех, кого разыскивает правительство, вернуться в Китай, указав на трудности с принуждением европейских государств к экстрадиции в Китай.
Однако в 2024 году стало известно, что Ван Цзинюъй является мошенником в сфере банковских карт, бежавшим из КНР от уголовного преследования, а все его заявления о политических преследованиях были выдумками с целью создания себе имиджа политического диссидента

### Критика отчёта
По словам ученого-правоведа из Йельского университета и эксперта по Китаю Джереми Даума, документ, опубликованный защитниками Safeguard, основан на неправильном переводе китайского языка. Например, авторы отчёта неправильно перевели китайский документ, описывающий оперативную группу полиции, действовавшую в провинции Юньнань, полагая вместо этого, что эта оперативная группа «направлялась за границу». По его мнению, неправильный перевод заставил Safeguard Defenders предположить, что действия местной полиции в Китае происходили в зарубежных странах. Даум также заявил, что участки, открытые за границей, не укомплектованы сотрудниками полиции и не являются подпольными. Вместо этого они активно рекламируют свои услуги, в первую очередь способствуя развитию бизнеса внутри и за пределами Китая. Китайские диссиденты, проживающие за пределами Китая, раскритиковали интерпретацию Джереми Даумом функций зарубежных полицейских участков.

### Реакция правительства Китая
По информации правительства Китая, центры были созданы для того, чтобы позволить гражданам Китая получать доступ к административным услугам, таким как продление водительских прав и других документов, без необходимости приезжать в Китай, особенно во время пандемии COVID-19, а также для противодействия транснациональной преступности, в особенности мошенничеству, затрагивающему зарубежные китайские общины. В мае 2022 года China Youth Daily заявила, что станции, управляемые властями Фучжоу, получили более 1800 сообщений из 88 стран.

### Реакция других правительств

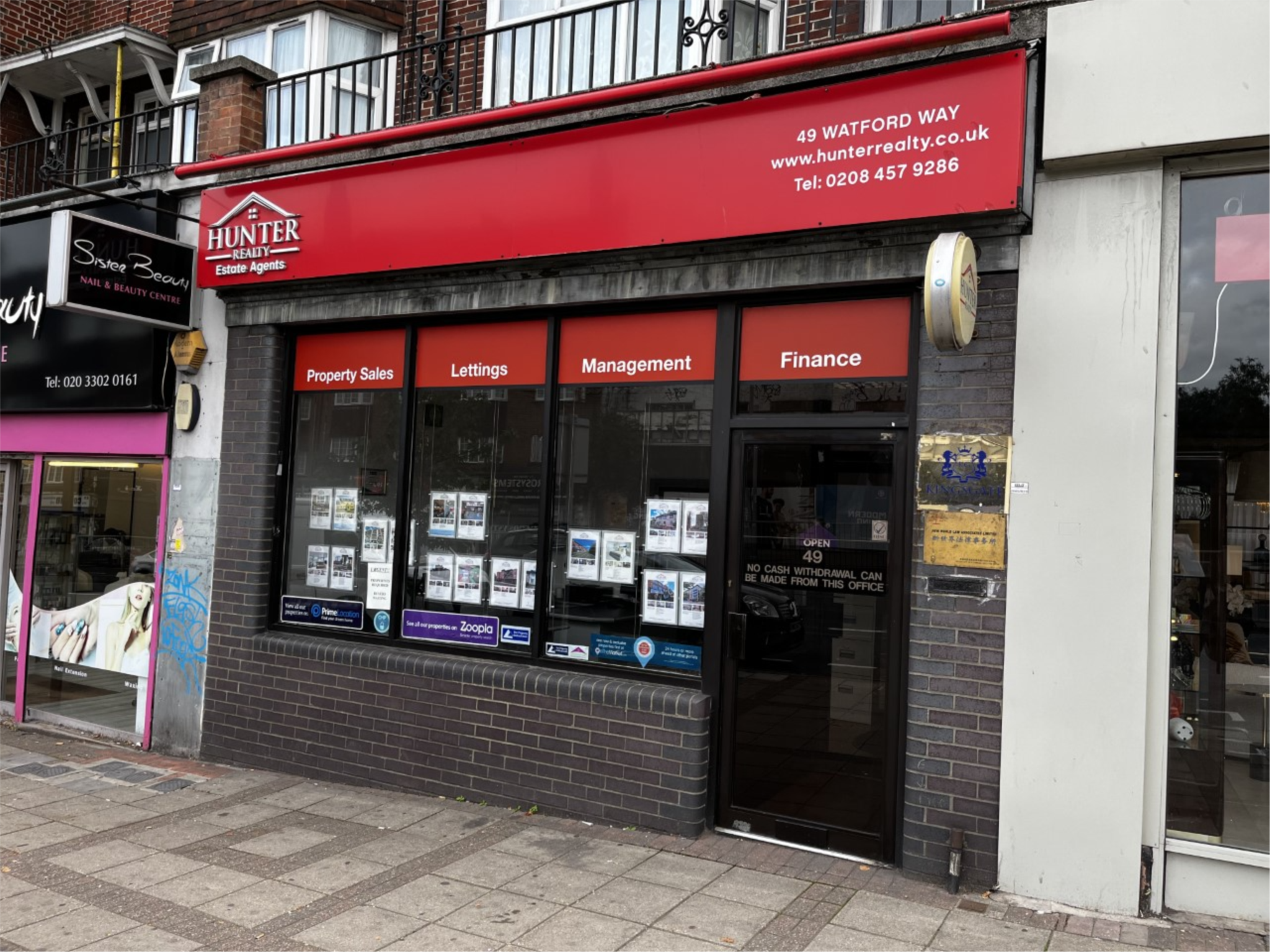
49 Уотфорд-уэй, один из предполагаемых зарубежных полицейских участков КНР в Лондоне, Великобритания

В ответ некоторые страны, в том числе США, Канада, Великобритания, Испания, Португалия и Нидерланды, объявили, что проведут расследование в отношении станций обслуживания. В конце октября 2022 года министерство иностранных дел Ирландии приказало закрыть станции в Дублине. При этом одна из них к моменту заявления уже прекратила работу и сняла свою вывеску, когда были введены процедуры продления электронного удостоверения личности. Министерство иностранных дел Нидерландов заявило, что, поскольку китайское правительство не уведомило страну о станциях дипломатическим путём, они действовали незаконно, а значит их деятельность должна быть подвергнута дальнейшему расследованию. Министр иностранных дел Нидерландов Вопке Хукстра позже приказал закрыть обе станции обслуживания. В ноябре 2022 года Канада вызвала посла Китая Цун Пейу, потребовав с него «прекратить» практику зарубежных станций обслуживания. В декабре 2022 года Италия объявила, что её полиция прекращает совместное патрулирование с китайскими полицейскими внутри итальянских городов.
В январе 2023 года The New York Times, ссылаясь на анонимные источники, сообщила, что в конце 2022 года агенты контрразведки Федерального бюро расследований совершили налёт на предполагаемый аванпост, созданный муниципальными властями Фучжоу и размещённый в офисе Американской ассоциации обменников в манхэттенском Чайна-тауне.

### Прекращение деятельности
По результатам расследования о деятельности неофициальных представительств китайских правоохранительных органов власти Великобритании заявили, что на июнь 2023 года «тайные полицейские участки» прекратили свою деятельность.